# Epiplema columbicolor
Epiplema columbicolor är en fjärilsart som beskrevs av W. Warren 1907. Epiplema columbicolor ingår i släktet Epiplema och familjen Uraniidae. Inga underarter finns listade i Catalogue of Life.